# European Rugby Challenge Cup 2021-22
La European Rugby Challenge Cup fue la 26.ª edición de la competición.
El torneo comenzó el 10 de diciembre de 2021 y finalizó el 27 de mayo de 2022 en el Stade Vélodrome de Marsella, Francia.

## Modo de disputa
El número de equipos participantes es de 15, divididos en tres grupos. Cada equipo disputó cuatro encuentros frente a sus rivales del grupo. Al final de la fase regular los mejores ocho equipos clasificaron a los octavos de final en donde se enfrentaron a los equipos transferidos desde la European Rugby Champions Cup 2021-22.

### Sistema de puntuación
Los cinco participantes se agruparon en una tabla general teniendo en cuenta los resultados de los partidos mediante un sistema de puntuación, la cual se reparte:
- 4 puntos por victoria.
- 2 puntos por empate.
- 0 puntos por derrota.

También se otorgó punto bonus, ofensivo y defensivo:
- El punto bonus ofensivo se obtiene al marcar cuatro (4) o más tries.
- El punto bonus defensivo se obtiene al perder por una diferencia de hasta siete (7) puntos.

## Equipos
| Premiership                                                                     | Top 14                                               | United Rugby Championship | United Rugby Championship | United Rugby Championship | United Rugby Championship |
| Inglaterra                                                                      | Francia                                              | Escocia                   | Italia                    | Gales                     |                           |
| ------------------------------------------------------------------------------- | ---------------------------------------------------- | ------------------------- | ------------------------- | ------------------------- | ------------------------- |
| - Gloucester - London Irish - Newcastle Falcons - Saracens - Worcester Warriors | - Biarritz - Brive - Lyon - Pau - Perpignan - Toulon | - Edinburgh               | - Benetton - Zebre        | - Dragons                 |                           |

## Fase de grupos
|  | Clasificados a los octavos de final. |

### Grupo A
| Pos. | Equipo             | Encuentros | Encuentros | Encuentros | Encuentros | Tantos | Tantos | Tantos | PB | PB | Puntos |
| Pos. | Equipo             | PJ         | PG         | PE         | PP         | F      | C      | Dif    | BO | BD | Puntos |
| ---- | ------------------ | ---------- | ---------- | ---------- | ---------- | ------ | ------ | ------ | -- | -- | ------ |
| 1.º  | Toulon             | 4          | 3          | 0          | 1          | 107    | 57     | +50    | 3  | 1  | 16     |
| 2.º  | Newcastle Falcons  | 4          | 3          | 0          | 1          | 73     | 89     | –16    | 2  | 0  | 14     |
| 3.º  | Biarritz           | 4          | 2          | 1          | 1          | 59     | 47     | +12    | 1  | 1  | 12     |
| 4.º  | Worcester Warriors | 4          | 1          | 1          | 2          | 85     | 91     | –6     | 2  | 1  | 9      |
| 5.º  | Zebre              | 4          | 0          | 0          | 4          | 75     | 115    | –40    | 1  | 1  | 2      |

#### Resultados
| 10 de diciembre de 2021 | Newcastle Falcons | 31 - 26 | Worcester Warriors |  |  |

| 11 de diciembre de 2021 | Zebre | 13 - 26 | Biarritz |  |  |

| 17 de diciembre de 2021 | Toulon | 28 - 14 | Zebre |  |  |

| 18 de diciembre de 2021 | Worcester Warriors | 0 - 0 | Biarritz |  |  |

| 14 de enero de 2022 | Biarritz | 13 - 17 | Newcastle Falcons |  |  |

| 15 de enero de 2022 | Worcester Warriors | 23 - 34 | Toulon |  |  |

| 22 de enero de 2022 | Zebre | 26 - 36 | Worcester Warriors |  |  |

| 22 de enero de 2022 | Toulon | 28 - 0 | Newcastle Falcons |  |  |

| 9 de abril de 2022 | Biarritz | 20 - 17 | Toulon |  |  |

| 9 de abril de 2022 | Newcastle Falcons | 25 - 22 | Zebre |  |  |

### Grupo B
| Pos. | Equipo         | Encuentros | Encuentros | Encuentros | Encuentros | Tantos | Tantos | Tantos | PB | PB | Puntos |
| Pos. | Equipo         | PJ         | PG         | PE         | PP         | F      | C      | Dif    | BO | BD | Puntos |
| ---- | -------------- | ---------- | ---------- | ---------- | ---------- | ------ | ------ | ------ | -- | -- | ------ |
| 1.º  | Lyon Olympique | 4          | 4          | 0          | 0          | 122    | 57     | +65    | 2  | 0  | 18     |
| 2.º  | Gloucester     | 4          | 3          | 0          | 1          | 161    | 84     | +77    | 3  | 1  | 16     |
| 3.º  | Benetton       | 4          | 2          | 0          | 2          | 75     | 95     | –20    | 0  | 0  | 8      |
| 4.º  | Perpignan      | 4          | 1          | 0          | 3          | 54     | 138    | –84    | 0  | 0  | 4      |
| 5.º  | Dragons        | 4          | 0          | 0          | 4          | 74     | 112    | –38    | 0  | 2  | 2      |

#### Resultados
| 10 de diciembre de 2021 | Lyon Olympique | 19 - 13 | Gloucester |  |  |

| 11 de diciembre de 2021 | Perpignan | 22 - 16 | Dragons |  |  |

| 17 de diciembre de 2021 | Dragons | 28 - 41 | Lyon Olympique |  |  |

| 17 de diciembre de 2021 | Gloucester | 54 - 25 | Benetton |  |  |

| 15 de enero de 2022 | Benetton | 23 - 9 | Dragons |  |  |

| 15 de enero de 2022 | Perpignan | 6 - 37 | Lyon Olympique |  |  |

| 21 de enero de 2022 | Lyon Olympique | 25 - 10 | Benetton |  |  |

| 22 de enero de 2022 | Gloucester | 68 - 19 | Perpignan |  |  |

| 9 de abril de 2022 | Benetton | 17 - 7 | Perpignan |  |  |

| 9 de abril de 2022 | Dragons | 21 - 26 | Gloucester |  |  |

### Grupo C
| Pos. | Equipo          | Encuentros | Encuentros | Encuentros | Encuentros | Tantos | Tantos | Tantos | PB | PB | Puntos |
| Pos. | Equipo          | PJ         | PG         | PE         | PP         | F      | C      | Dif    | BO | BD | Puntos |
| ---- | --------------- | ---------- | ---------- | ---------- | ---------- | ------ | ------ | ------ | -- | -- | ------ |
| 1.º  | Edinburgh Rugby | 4          | 3          | 0          | 1          | 161    | 47     | +114   | 2  | 1  | 15     |
| 2.º  | London Irish    | 4          | 2          | 1          | 1          | 78     | 82     | -4     | 2  | 0  | 12     |
| 3.º  | Saracens        | 4          | 2          | 0          | 2          | 118    | 78     | +40    | 2  | 1  | 11     |
| 4.º  | Brive           | 4          | 1          | 1          | 2          | 41     | 146    | -105   | 0  | 0  | 6      |
| 5.º  | Pau             | 4          | 1          | 0          | 3          | 75     | 120    | -45    | 1  | 0  | 5      |

#### Resultados
| 11 de diciembre de 2021 | Saracens | 18 - 21 | Edinburgh Rugby |  |  |

| 11 de diciembre de 2021 | Pau | 17 - 33 | London Irish |  |  |

| 18 de diciembre de 2021 | Pau | 28 - 0 | Saracens |  |  |

| 19 de diciembre de 2021 | London Irish | 0 - 0 | Brive |  |  |

| 14 de enero de 2022 | Brive | 33 - 25 | Pau |  |  |

| 15 de enero de 2022 | London Irish | 21 - 20 | Edinburgh Rugby |  |  |

| 21 de enero de 2022 | Edinburgh Rugby | 66 - 3 | Brive |  |  |

| 23 de enero de 2022 | Saracens | 45 - 24 | London Irish |  |  |

| 8 de abril de 2022 | Brive | 5 - 55 | Saracens |  |  |

| 8 de abril de 2022 | Edinburgh Rugby | 54 - 5 | Pau |  |  |

## Fase Final

### Octavos de final
| 15 de abril de 2022 | Biarritz Olympique | 29 - 39 | Wasps | Estadio Parc des Sports Aguilera, Biarritz |  |

| 15 de abril de 2022 | London Irish | 64 - 27 | Castres | Brentford Community Stadium, Brentford |  |

| 15 de abril de 2022 | Lyon | 31 - 17 | Worcester Warriors | Estadio Gerland, Lyon |  |

| 15 de abril de 2022 | Newcastle Falcons | 17 - 27 | Glasgow Warriors | Kingston Park, Newcastle upon Tyne |  |

| 16 de abril de 2022 | Edinburgh | 41 - 19 | Bath | Edinburgh Rugby Stadium, Edinburgo |  |

| 16 de abril de 2022 | Gloucester | 31 - 21 | Northampton Saints | Estadio Kingsholm, Gloucester |  |

| 16 de abril de 2022 | Toulon | 36 - 17 | Benetton | Stade Mayol, Toulon |  |

| 17 de abril de 2022 | Saracens | 40 - 33 | Cardiff Rugby | StoneX Stadium, Londres |  |

### Cuartos de final
| 6 de mayo de 2022 | Gloucester | 15 - 44 | Saracens | Estadio Kingsholm, Gloucester |  |

| 7 de mayo de 2022 | Edinburgh | 30 - 34 | Wasps | Edinburgh Rugby Stadium, Edinburgo |  |

| 7 de mayo de 2022 | Lyon | 35 - 27 | Glasgow Warriors | Estadio Gerland, Lyon |  |

| 8 de mayo de 2022 | Toulon | 19 - 18 | London Irish | Stade Mayol, Toulon |  |

### Semifinal
| 14 de mayo de 2022 | Lyon | 20 - 18 | Wasps | Estadio Gerland, Lyon |  |

| 14 de mayo de 2022 | Toulon | 25 - 16 | Saracens | Stade Mayol, Toulon |  |

### Final
| 27 de mayo de 2022 | Lyon | 30 - 12 | Toulon | Stade Vélodrome, Marsella |  |

| Bandera de Francia     |
| Campeón Lyon Olympique |
| Primer título          |